# Nederlandse Vereniging voor Rekenkamers en Rekenkamercommissies
De Nederlandse Vereniging voor Rekenkamers en Rekenkamercommissies is een vereniging met als doel het uitwisselen van kennis en informatie tussen en ondersteunen van de verschillende Nederlandse rekenkamers en rekenkamercommissies. De vereniging is in 2002 opgericht, toen met 13 deelnemende rekenkamers, onder de naam vereniging van lokale rekenkamers. In 2004 trad ook de Algemene Rekenkamer toe als lid, en moest de naam worden gewijzigd om het bredere ledenbestand te kunnen dekken. 
Per 1 januari 2010 telde de vereniging 235 leden. Directeur van de vereniging is sinds 2022 Lies van Aelst. Zij was de opvolger van Manon Fokke.

## Voetnoten
1. ↑  ALV notulen maart 2010[dode link]
2. ↑  Lies van Aelst nieuwe directeur NVRR, NVVR.nl, 14 september 2022.